# 總督 (古波斯)

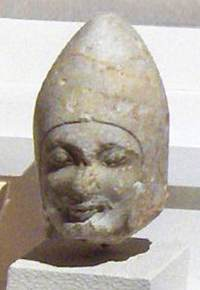
何磊科雷亞頭像,可能是阿契美尼德帝國在小亞細亞的一位總督的雕像 ，在公元前6世紀末期，大流士一世統治時期。

總督（波斯語：ساتراپ；Satrap(/ˈsætrəp/）是古代米底王國和阿契美尼德王朝，還有這兩個帝國的一些後繼王朝，譬如說薩珊王朝和希臘化時代王朝，其轄下各省的統治者。總督是君王任命治理各地的官員，但他們擁有相當大的自治權。Satrap這個字也暗示暴虐統治，或者是炫耀性的奢華。
而Strapy這個字則代表總督統治的領域。

## 名詞來源
來自拉丁語的，而拉丁語是源自古希臘語satrápēs (σατράπης)，最早則是從古波斯語*xšaθra-pā/ă-借用而來。在古波斯語，這個字在阿契美尼德人的母語的寫法為xšaçapāvan（𐎧𐏁𐏂𐎱𐎠𐎺𐎠，字面意思是“protector of the province，一個省的保護者”）。到米底王國時期被重組為*xšaθrapāwan-。它與梵文的kṣatrapal（क्षेत्रपाल）一字同源。《希伯来圣经·以斯帖记》中使用的聖經希伯來語則寫為ǎḥašdarpån‎（Template:Biblesource）。
在安息語（安息帝國的語言）和中古波斯語（薩珊王朝的語言）中，分別以šahrab和šasab的形式記錄。
到現代的波斯語，xšaθrapāvan演變成shahrbān（شهربان），但是字的組成已發生語義變化，而成為“城市治理者，town keeper”（shahr[‎]意思是“town” + bān[‎]意思是“keeper”）。

## 米底王國和阿契美尼德王朝時期

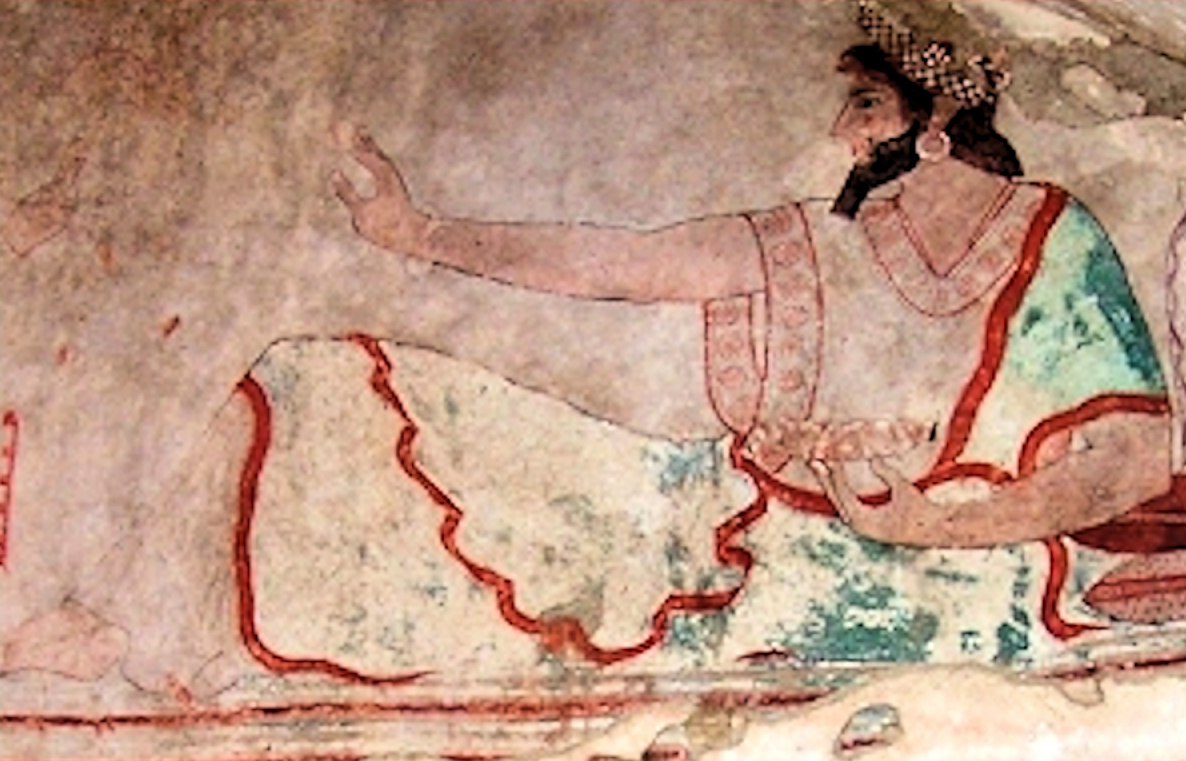
靠近古代呂基亞埃爾馬勒的卡拉布倫墓中，穿著阿契美尼德風格服裝的小亞細亞名流繪圖（約公元前475年）

雖然首度大規模編制總督統治領域（即省份），是從阿契美尼德王朝的居魯士大帝統治時期開始（約公元前530年），但在米底王國時期即已開始有這樣的設置（至少在公元前648年）。
居魯士大帝征服米底王國之前，君王把他們征服的土地交由從屬國國王和統治者來治理。主要區別在於波斯文化中，王權的概念與神性不可分割（即君權神授說）。居魯士大帝設置的26個總督從來就不是君王，而是以國王的名義統治當地的長官，但在政治現實中，許多人會利用各種機會來耕耘自己的獨立權力。大流士大帝給予這些統治領域確定的組織形態，把數目增加到36個，並確定當地每年必須上繳的貢品（參考貝希斯敦銘文）。

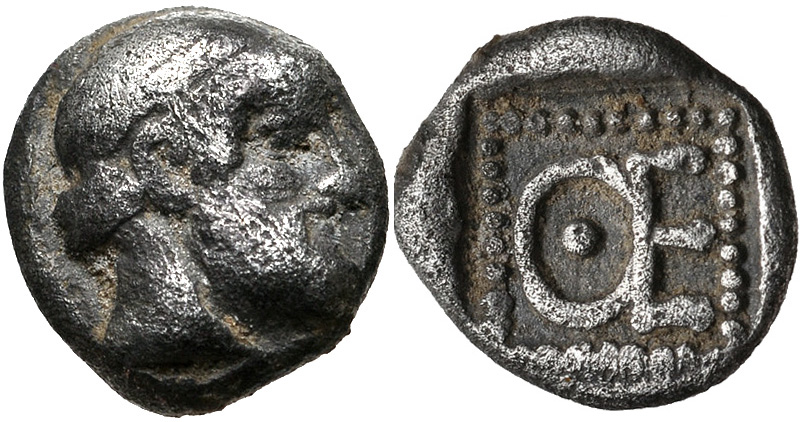
地米斯托克利統治時期所鑄錢幣，他之前為雅典將軍，被任命為阿契美尼德王國在瑪格尼西亞的總督（約在公元前465年-459年）。

總督身為行政長官負責治理他的領域，身邊所圍繞的沒有一人來自朝廷。他收取稅款，控制地方官員以及所屬的部落和城市，並且是一個省的最高司法官，擔任“主席”，負責審理所有民事和刑事案件（參考希伯來聖經尼希米記第3章第7節）。並負責道路安全（參見色諾芬著作），並且必須消去除強盜和叛軍。
總督由波斯人組成的顧問組織協助，這個組織也容許當地人加入，組織由皇家大臣和國王特使（特別是“君王之耳目”）所管轄，君王之耳目每年會來視察，永久如此。

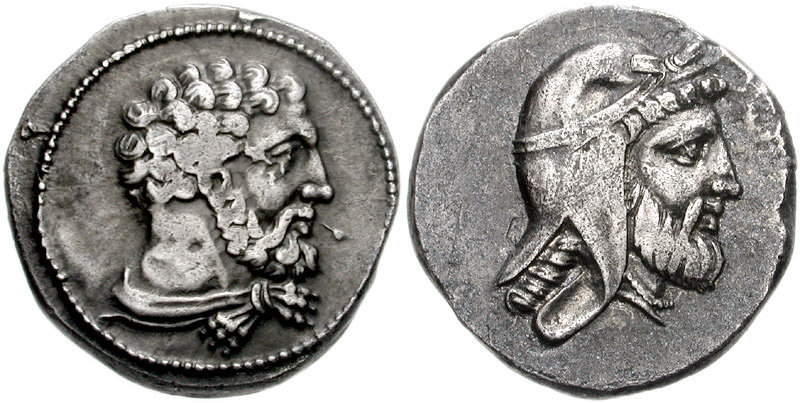
提理巴茲斯統治時期所鑄的錢幣，他是阿契美尼德王朝的呂底亞總督。

總督的權力還另有限制：（古波斯語中的ganzabara（可翻譯為treasurer（財政官））和負責省屬常備軍和要塞防衛的指揮官，兩人不歸總督指揮，且需定期親自向國王（shah）報告。總督被允許擁有自己的軍隊。
大的總督管轄地（省）通常會被劃分成較小的地區，小管轄地的統治者也被稱為總督，希臘-羅馬世界的文字人員也將這類人稱為hyparchs（實際上是希臘語的Hyparkhos，“副省長”之意）。總督管轄地的分佈經常改變，經常其中兩個會被交給由同一人統治。

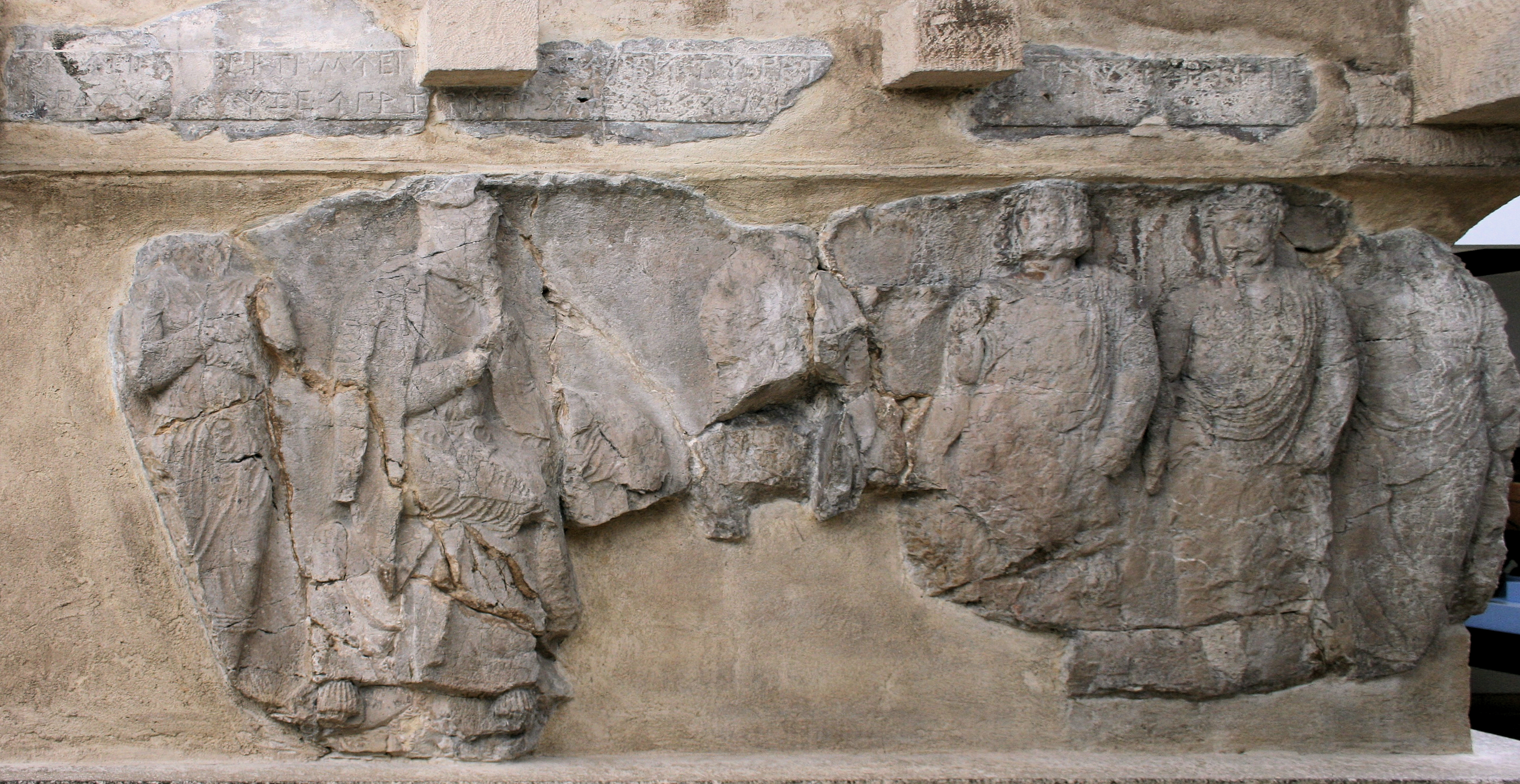
由帕亞瓦墓發掘而得，阿契美尼德王朝總督奧圖弗拉達梯斯接見訪客的浮雕（約公元前380年）。

由於各省是持續征服而來（伊朗本土具有特殊地位，無需提供貢品），主要和次要的總督領域經常依照被征服之前的國家以及/或者種族宗教身份而作界定。阿契美尼德王朝成功的關鍵之一（與大多數長壽的大帝國一樣），是他們對被征服者的文化和宗教持開放態度，反而是波斯的文化受到最大的影響，因為大流士大帝努力將其臣民所有元素融合，成為新的帝國風格。尤其是在他的首都波斯波利斯所展現者。

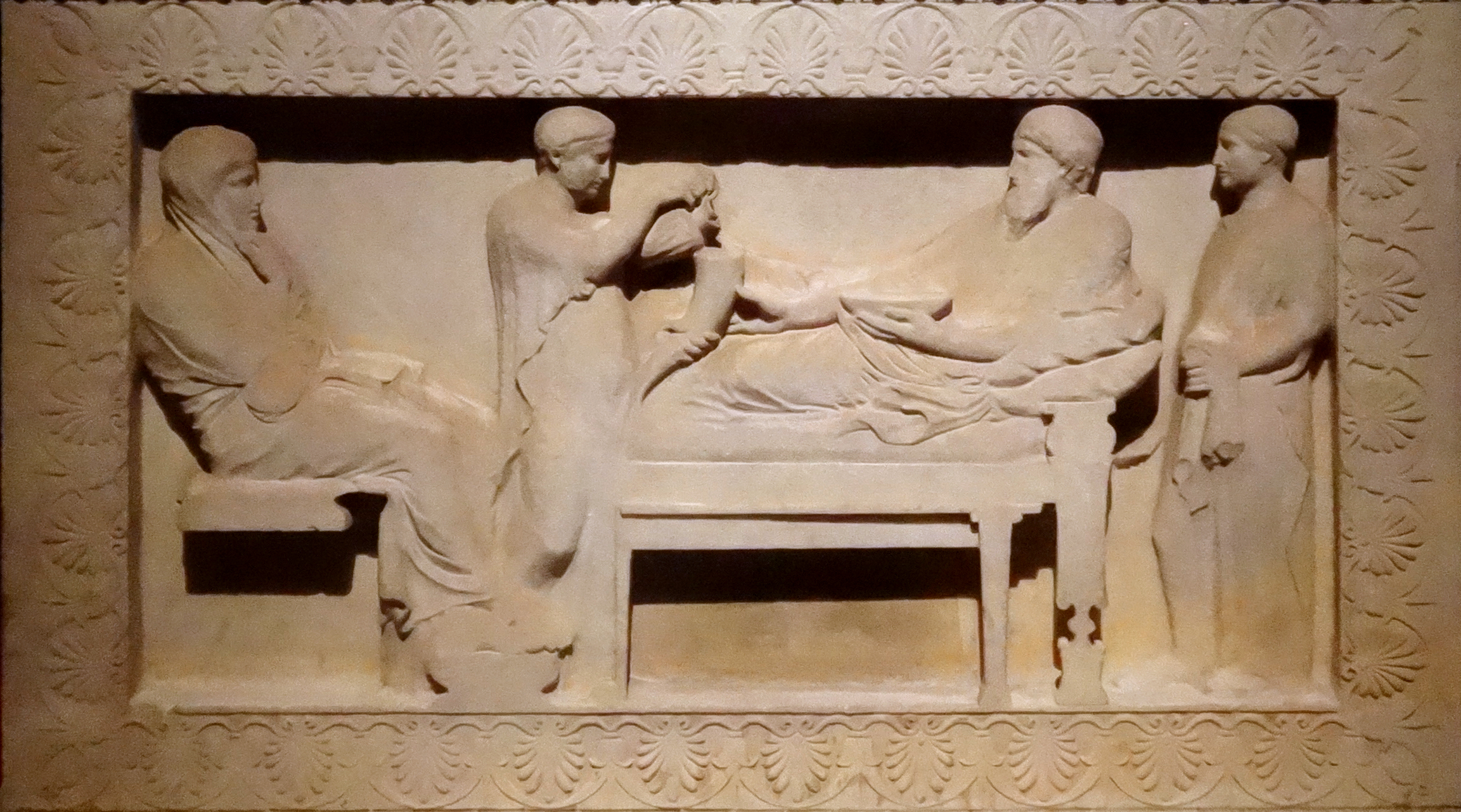
在賽達發現的“總督石棺”上的雕刻，一位總督的宴會場景（公元前4世紀）。

每當帝國的中央權力減弱時，各地的總督通常即享有實際的獨立性，特別是因為習慣上他們被任命為地區軍事總司令，與原來的規則背道而馳。《History of the Persian Empire》一書作者阿爾伯特·T·奧姆斯特德說：“當他們職務成為世襲時，對中央的威脅便不容忽視”。從公元前5世紀中葉開始，總督的叛亂變得頻繁。大流士一世便苦於與各地的叛亂爭戰，在阿爾塔薛西斯二世統治時期，在小亞細亞和敘利亞的大部分地區，偶爾會有公開叛亂（請參考總督叛亂 (阿契美尼德王朝)）。
最後的大叛亂是由阿爾塔薛西斯三世所平定。

## 希臘化時代

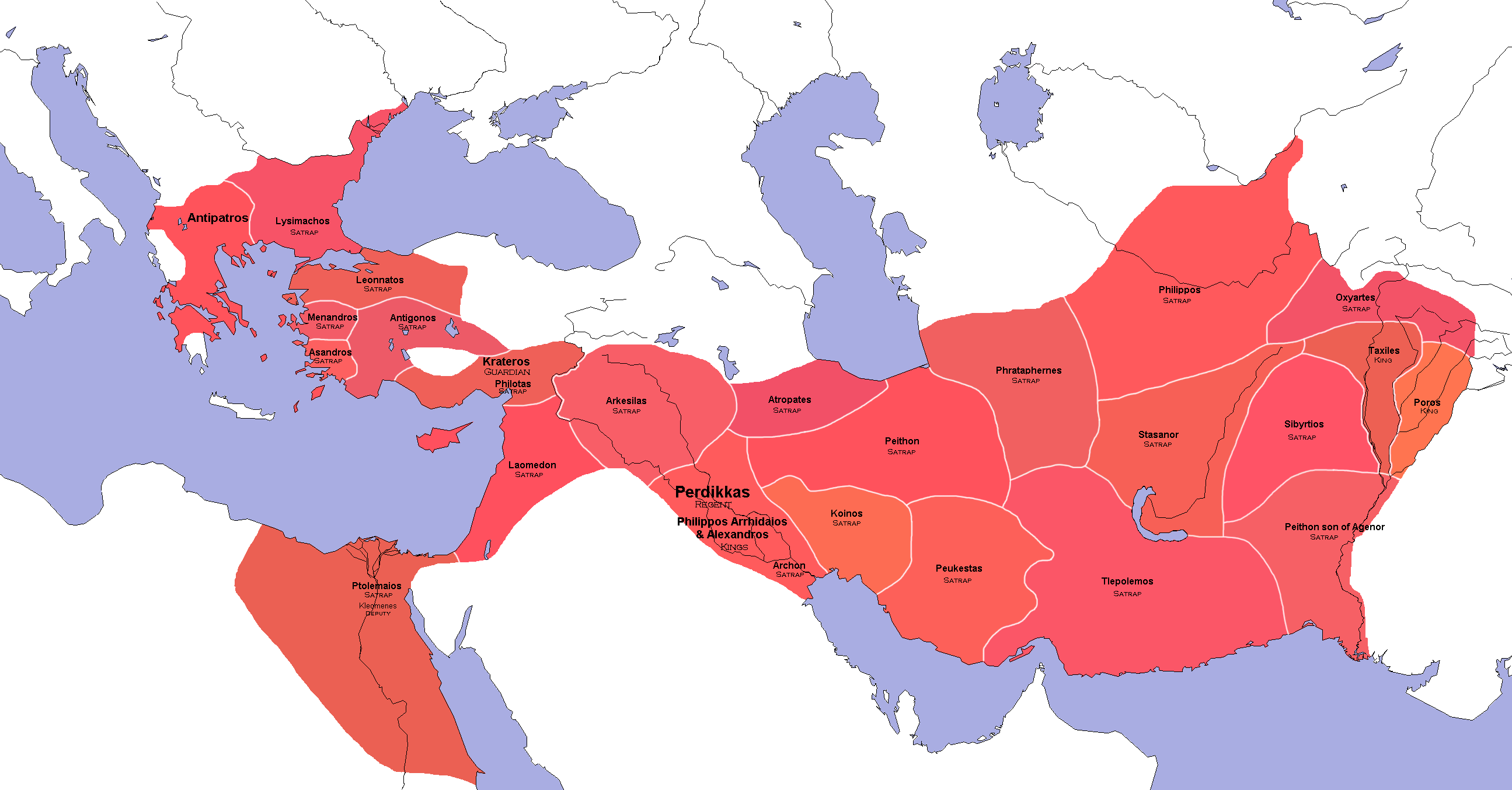
亞歷山大大帝征戰時期所任命的總督管轄地。

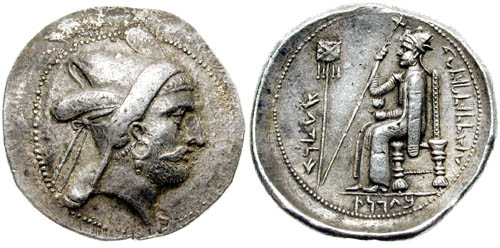
貝達德統治時期所鑄的錢幣（公元前290年-280年），他是第一位被塞琉古王朝所任命當地人擔任的總督。

縱然亞歷山大大帝將阿契美尼德王朝征服，以至於後來的希臘-馬其頓人在位者，也把總督的行政管理權和頭銜保留，後來瓜分亞歷山大大帝所建帝國的繼業者（以及繼業者所建立的王朝），特別是塞琉古帝國時期，總督通常被給予strategos（即“將軍”）的封號；但他們管轄的省比波斯人時期要小得多，這些總督最終將被征服的帝國，特別是安息帝國所替換。

## 安息帝國和薩珊王朝時期
在安息帝國，國王的權力依仗統治大筆封地的貴族家庭所支持，這些貴族家庭提供軍隊以及貢品給國王。帝國內的城邦享有一定程度的自治，並向君王朝貢。薩珊王朝的管理比安息帝國的更為集中化。原來安息帝國的半獨立王國和自治城市國家被薩珊王朝的“皇家城市”系統所取代，系統中的城市是由中央任命，稱為“shahrabs”的統治者的駐在地，也是軍事要塞。“shahrabs” 統治城市和周圍的農村地區。很特別的是拜占庭帝國還為他們在亞美尼亞行省的一個半自治省份的統治者給予"Satrapiae"（即satrap）的頭銜。

## 印度的總督

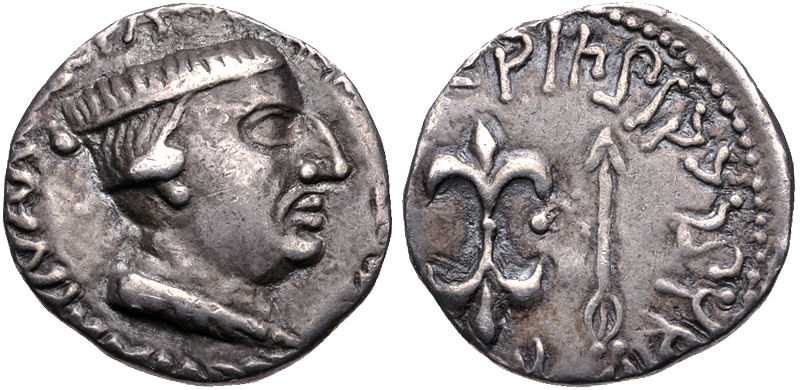
西薩特拉普王朝統治者那哈帕納統治時期所鑄的錢幣（約公元120年）。

在印度次大陸的西薩特拉普王朝（Satraps，或稱Kshatrapas，公元35年-405年）是塞迦人王朝，統治巴基斯坦信德西部和中部，以及印度西部的索拉什特拉和摩臘婆地區。他們與在白沙瓦地區統治印度次大陸北部的貴霜帝國（可能是西薩特拉普王朝的背後主子），以及統治印度中部，位在西薩特拉普王朝之南及東部的百乘王朝（案達羅國）（百乘王朝西部緊鄰貴霜帝國），三個王朝在同一時期並存。

## 進一步閱讀
- A. T. Olmstead, History of the Persian Empire, 1948.
- Pauly-Wissowa (comprehensive encyclopaedia on Antiquity; in German).
- Robert Dick Wilson. The Book of Daniel: A Discussion of the Historical Questions, 1917. Available on home.earthlink.net.
- Rüdiger Schmitt, "Der Titel 'Satrap'", in Studies Palmer ed. Meid (1976), 373–390.
- 本条目包含来自公有领域出版物的文本: Chisholm, Hugh (编). .  (第11版). London: Cambridge University Press. 1911..
- Cormac McCarthy, All the Pretty Horses, 1992.

## 外部連結
- Livius.org: Satraps and satrapies （页面存档备份，存于）